# Ubud

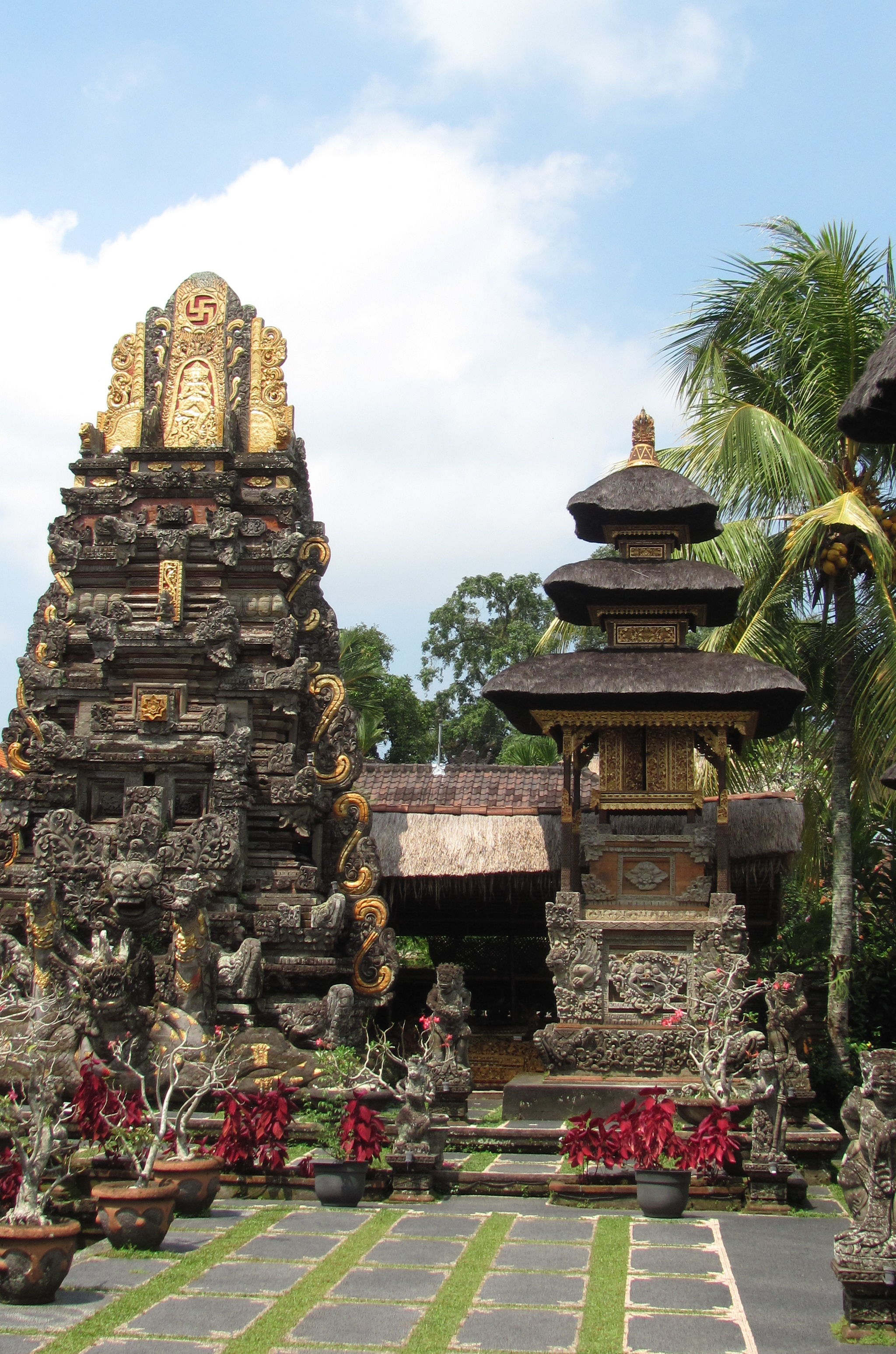
Tempelanlage Pura Sri Saraswathi

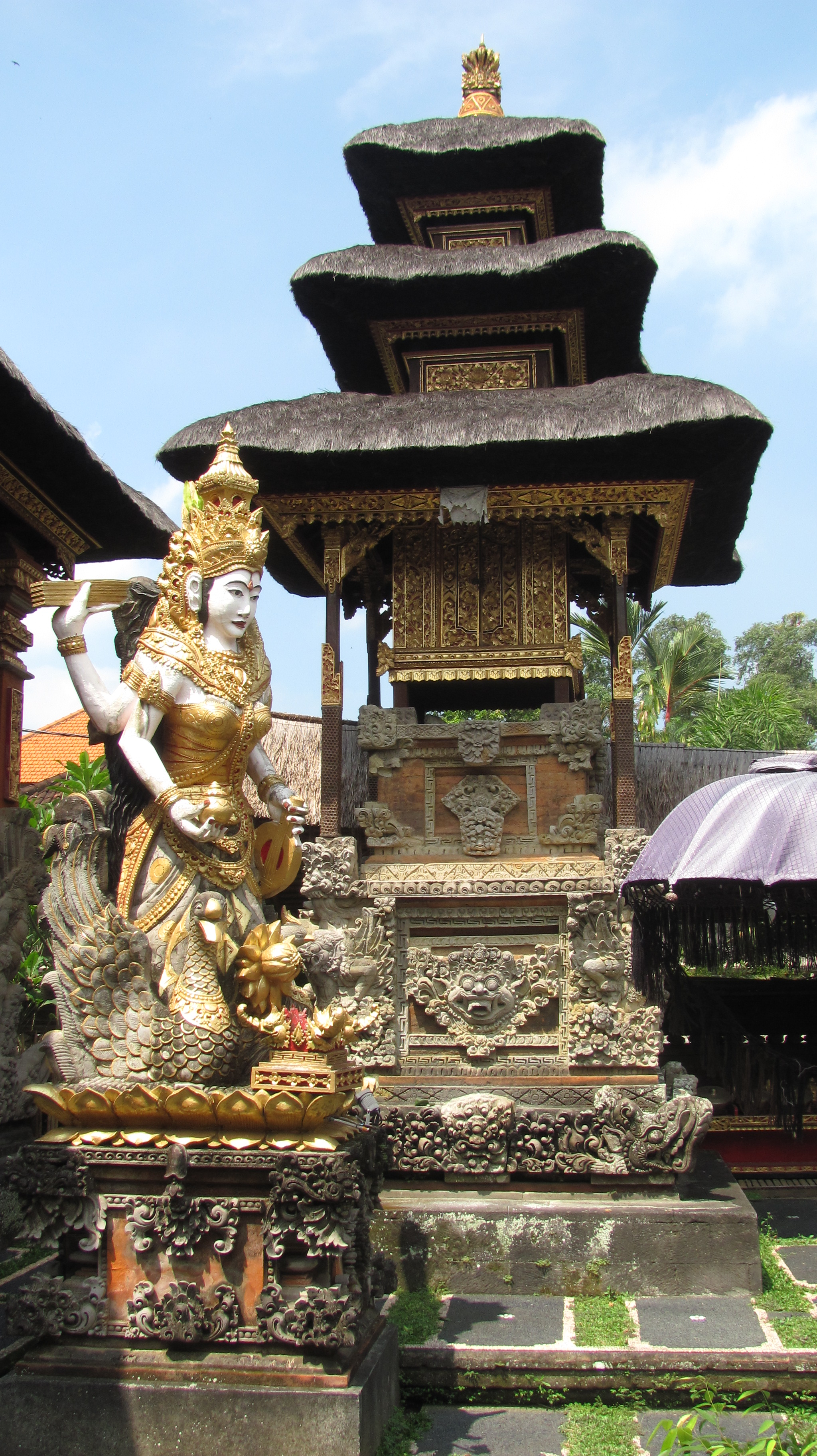
Statue der Hindugöttin Sri Saraswathi

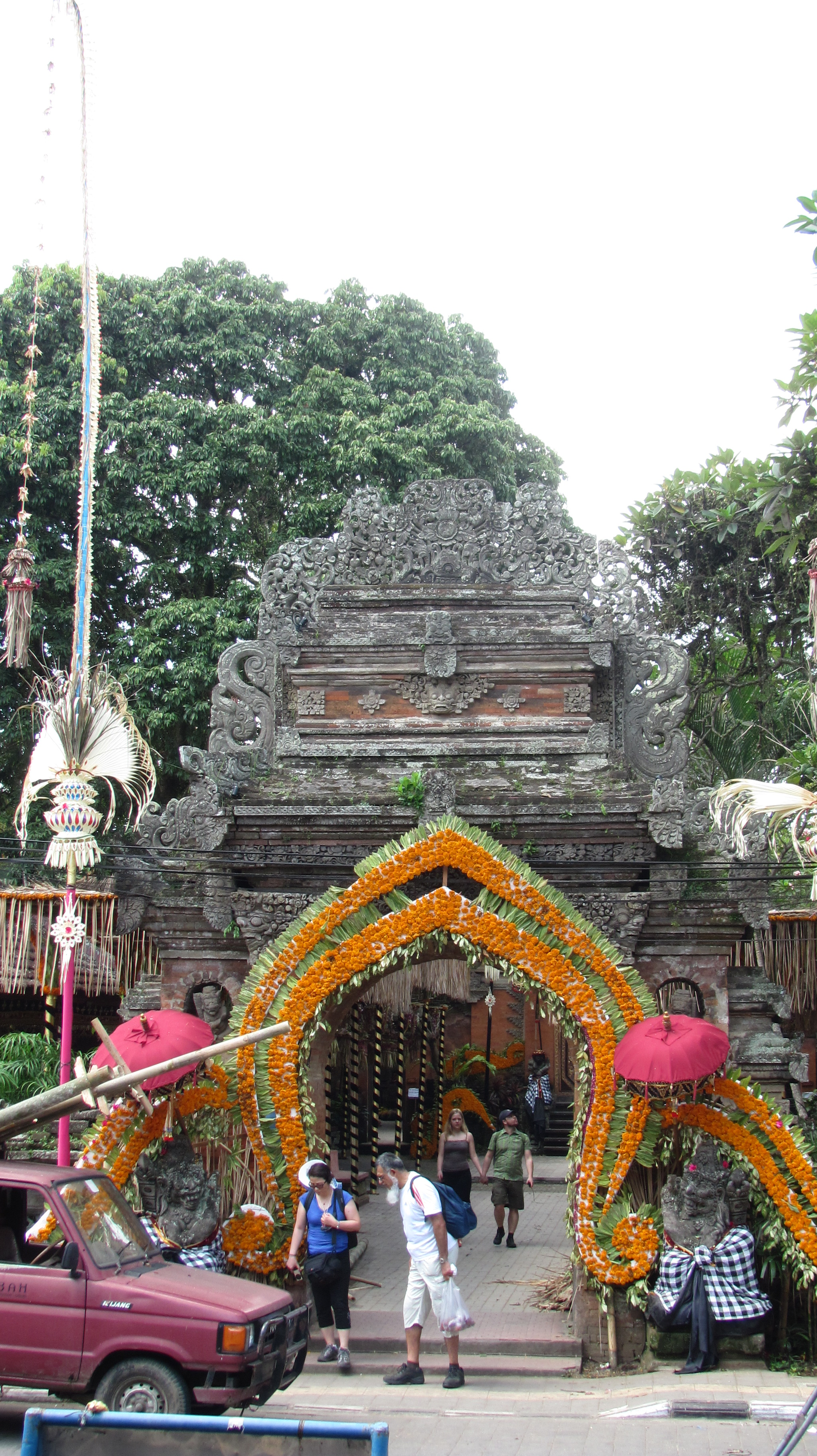
Eingang zum Palast Puri Saren

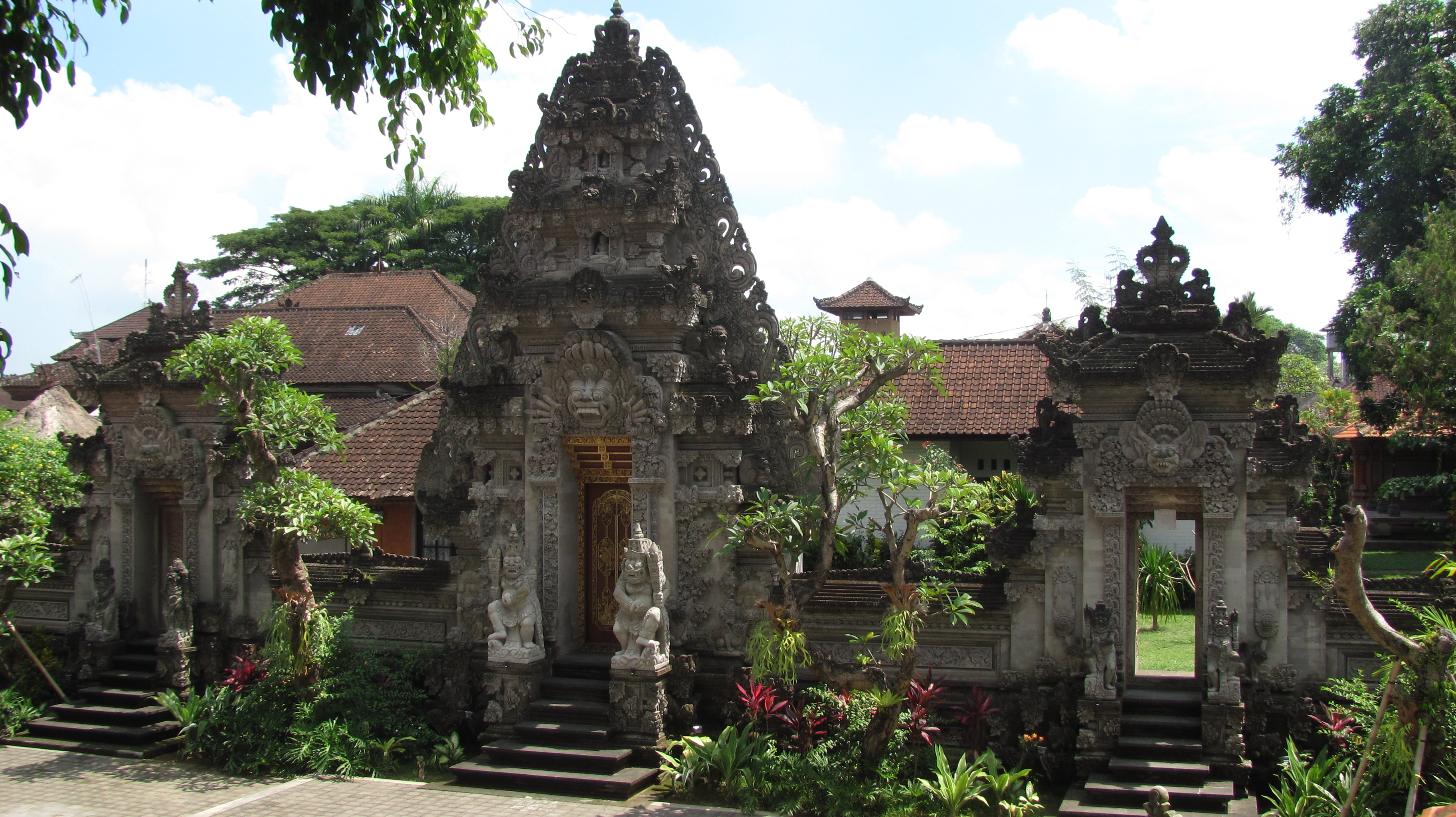
Tempel Pura Majan Agung

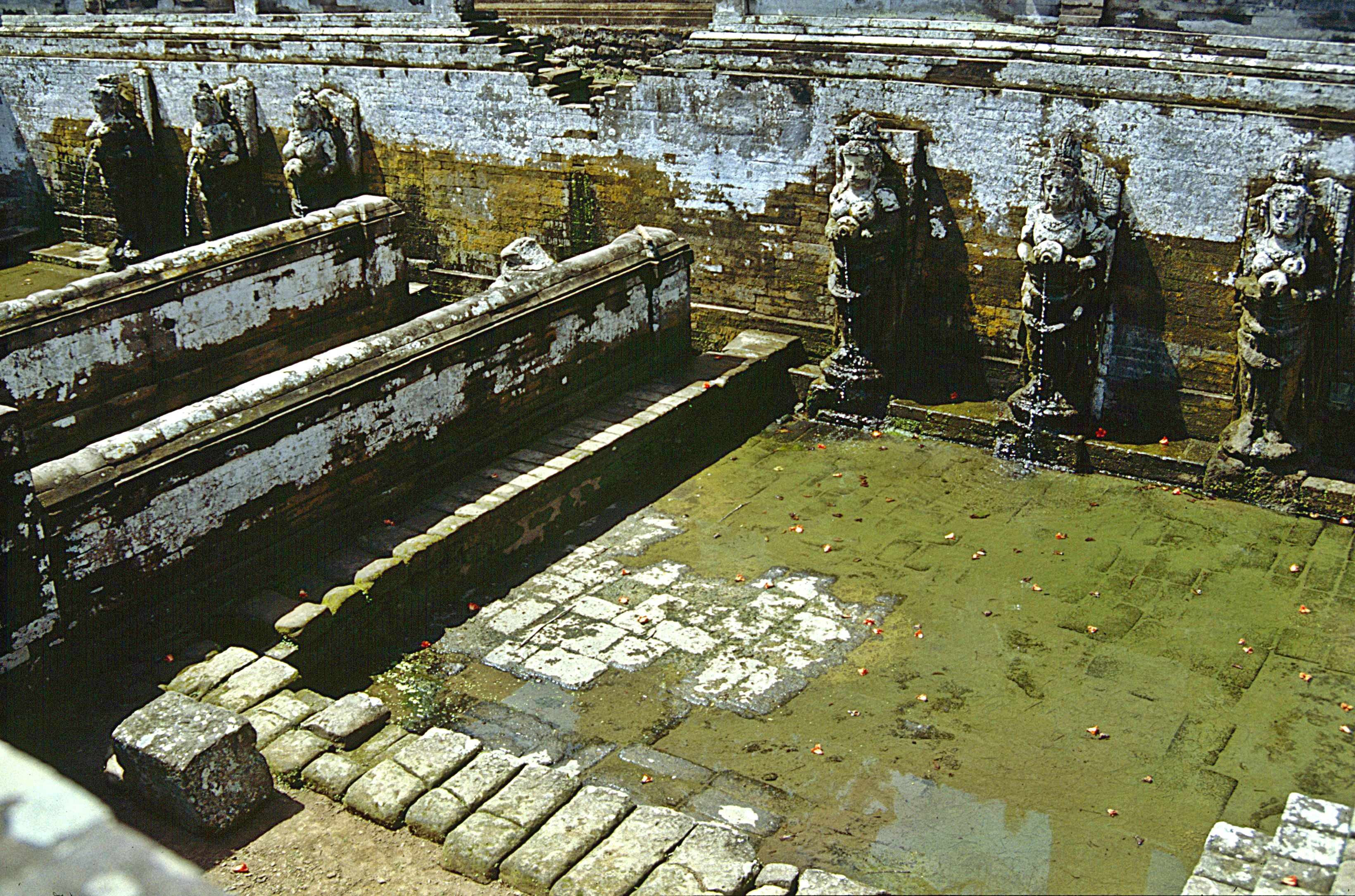
Höhlentempel Goa Gajah

Ubud (von balinesisch ubad, „Medizin“) ist eine Kleinstadt im Süden der Insel Bali in Indonesien und gilt als ihr kulturelles Zentrum. Stand 2020 zählt der Verwaltungsdistrikt (kecamatan) Ubud 74.800 Einwohner auf einer Fläche von 42,38 km2. Das zentrale Gebiet von Ubud Desa hat 11.971 Einwohner und eine Fläche von 6,76 km2 und zieht jedes Jahr mehr als 3 Millionen ausländische Touristen an.

## Lage und Verkehr
Die Stadt liegt knapp 30 km nordöstlich von Denpasar. Minibusse (Bemos) fahren vom Busbahnhof nach Denpasar und in alle anderen Richtungen, darunter nach Candi Dasa, Kuta, Padang Bai, Lovina und zum Flughafen Ngurah Rai.

## Stadtbild
In vorkolonialer Zeit diente Ubud als Sitz balinesischer feudaler Prinzen. Diese trugen den Kastennamen Tjokorda (heutige Schreibweise: Cokorda). Während der niederländischen Kolonialherrschaft wurde die politische Bedeutung der Aristokraten zersetzt. Dennoch haben Mitglieder der ehemaligen feudalen Familienzweige eine gesellschaftliche Bedeutung auf Bali. Durch ein Erdbeben entstanden 1917 erhebliche Schäden in der Stadt. Die meisten Einwohner sind Anhänger des balinesischen Hinduismus.
Ubud gilt als künstlerischer Hauptort Balis. Vor allem Malerei und Textilkunst, aber auch traditionelle Holzschnitzereien werden in Ubud gepflegt. Der Ort wurde seit den 1920er Jahren auch als Aufenthalt europäischer und amerikanischer Künstler bekannt. Seit 1927 lebten hier der Musiker und Maler Walter Spies und phasenweise als sein Gast die Musikerin und Schriftstellerin Vicky Baum, die in Ubud ihren berühmten Roman Liebe und Tod auf Bali schrieb. Ein weiterer namhafter Künstler war der niederländische Maler Rudolf Bonnet. Gemälde von Bonnet und Spies sind in Ubud in den Museen Agung Rai und Puri Lukisan ausgestellt.
War Ubud früher mit seinen kleinen Hostels und Pensionen vor allem bei Rucksacktouristen beliebt, werden mittlerweile immer mehr Hotelanlagen für Pauschalurlauber gebaut. Es gibt eine Reihe von Restaurants mit balinesischer und internationaler Küche. Hauptstraßen in Ubud sind die in Ost-West-Richtung verlaufende Jalan Raya Ubud, die in Nord-Süd-Richtung verlaufenden Jalan Wenara Wana (auch als Monkey Forest Road bekannt) und die Jalan Hanoman.

### Sehenswürdigkeiten
Eines der bedeutendsten Bauwerke der Stadt ist der Tempel Pura Taman Saraswathi, auch unter dem Namen Pura Sri Saraswathi bekannt, der in den 1950er Jahren erbaut wurde und der Hindugöttin Sri Saraswathi, der Göttin der Weisheit, der Künste, der Bildung und des Lernens, geweiht ist. In der ausgedehnten Tempelanlage, vor der ein Teich mit Lotosblumen angelegt wurde, steht eine Statue der von den Balinesen hochverehrten Göttin mit mehreren Armen, die ein aus zusammengehefteten Palmblättern bestehendes Buch in der Hand hält.
Viel besucht werden auch der Palast Puri Saren, dessen Inneres der Öffentlichkeit nicht zugänglich ist, und der heilige Affenwald, in dem mehr als 340 Affen (hauptsächlich Makaken) leben. Gegenüber dem Palast, in dem der letzte Fürst von Ubud, Tjokorda Gede Agung Sukawati, lebte, befindet sich der Privattempel Pura Majaran Agung der balinesischen Fürstenfamilie. Sein mit Steinmetzarbeiten reichverziertes Eingangstor gilt als eines der schönsten ganz Balis. Viele sakrale Gebäude der Stadt sind mit einer Swastika verziert. Ebenfalls in der Stadt befindet sich das Haus des 1999 verstorbenen Malers Don Antonio Blanco. Seine Gemälde werden dort seit seinem Tod im The Blanco Renaissance Museum von seiner Tochter ausgestellt.

### Umgebung

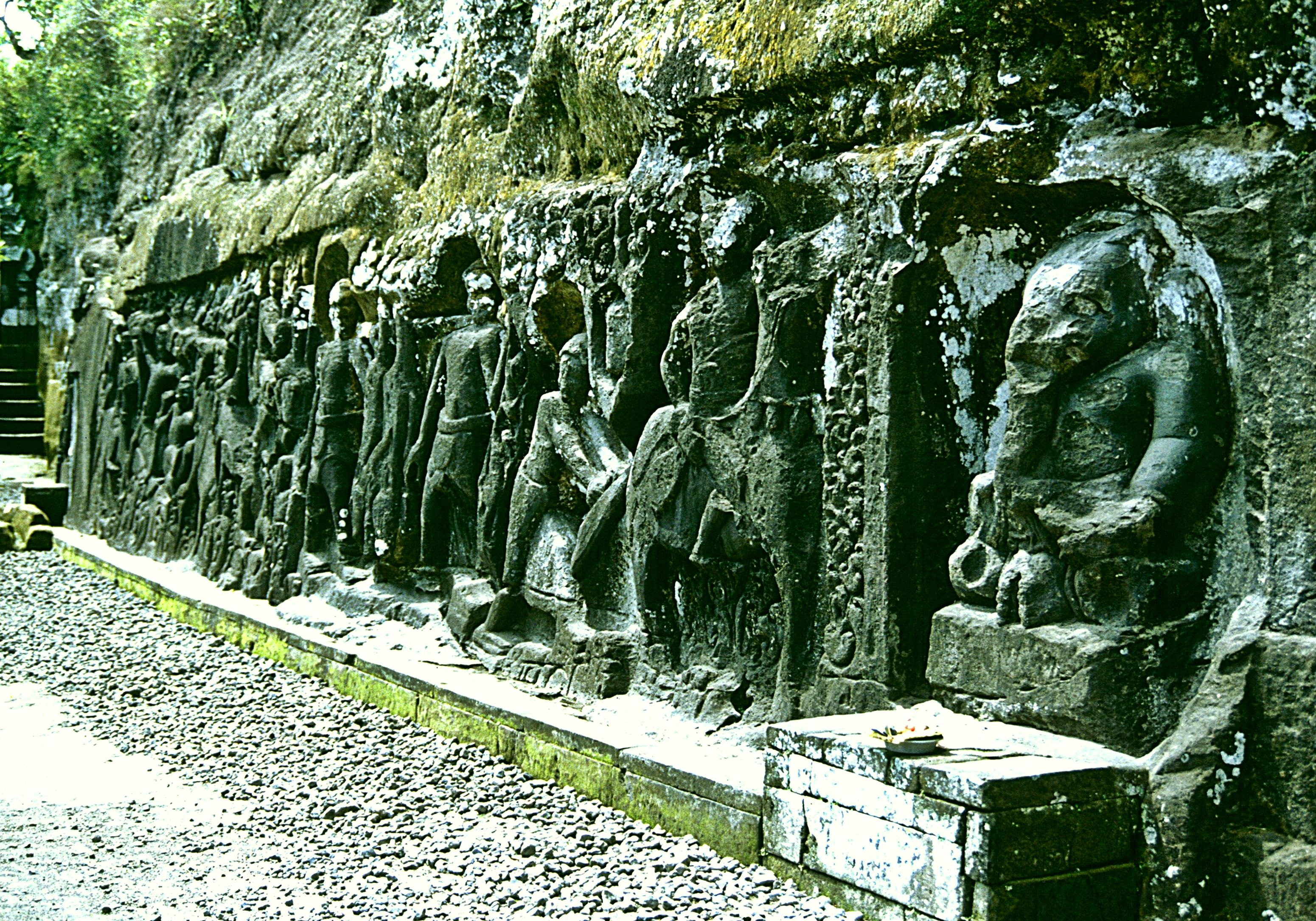
Yeh Pulu

- Nicht weit von Goa Gajah führt ein Fußweg durch die Reisfelder zum etwa 25 m langen und zwei Meter hohen Reliefband Yeh Pulu, das in den Fels eingemeißelt ist und wahrscheinlich aus dem 14. Jahrhundert stammt. Abgesehen von dem am Rand sitzenden Ganesha sind hier keine religiösen, sondern sehr bewegte Alltagsszenen dargestellt, deren Bedeutung allerdings unklar ist.
- Bei Bedulu, nur wenige Kilometer südöstlich von Ubud, liegt der Höhlentempel Goa Gajah („Elefantengrotte“), eines der ältesten Denkmäler Balis
- Am Rande des Dorfes Mas, ca. zehn Kilometer südöstlich von Ubud, sind im Setia Darma House of Masks and Puppets mehr als 4.600 Masken und Theaterfiguren aus Indonesien und anderen Ländern Asiens ausgestellt. Besonders eindrucksvoll und farbenfroh sind die Wayang-Kulit-Figuren sowie überlebensgroße und sehr lebensecht wirkende Darstellungen von Löwen, Drachen und mythischen Sagengestalten. Auf dem Museumsgelände sind außerdem kunstvoll renovierte historische Gebäude zu sehen.[7]

## Klima
|                       | Jan | Feb | Mär | Apr | Mai | Jun | Jul | Aug | Sep | Okt | Nov | Dez |   |      |
| Mittl. Tagesmax. (°C) | 31  | 31  | 31  | 31  | 30  | 31  | 31  | 31  | 32  | 32  | 32  | 31  | ⌀ | 31,2 |
| Mittl. Tagesmin. (°C) | 23  | 22  | 23  | 23  | 23  | 22  | 21  | 21  | 22  | 23  | 24  | 24  | ⌀ | 22,6 |
|                       |     |     |     |     |     |     |     |     |     |     |     |     |   |      |
| Sonnenstunden (h/d)   | 5   | 3   | 5   | 7   | 7   | 6   | 8   | 8   | 8   | 9   | 7   | 5   | ⌀ | 6,5  |
|                       |     |     |     |     |     |     |     |     |     |     |     |     |   |      |
| Regentage (d)         | 17  | 17  | 15  | 9   | 6   | 5   | 2   | 1   | 1   | 1   | 5   | 13  | Σ | 92   |
|                       |     |     |     |     |     |     |     |     |     |     |     |     |   |      |
| Luftfeuchtigkeit (%)  | 80  | 79  | 80  | 79  | 80  | 78  | 77  | 76  | 78  | 78  | 78  | 79  | ⌀ | 78,5 |

| 23 |

| 22 |

| 23 |

| 23 |

| 23 |

| 22 |

| 21 |

| 21 |

| 22 |

| 23 |

| 24 |

| 24 |

| 23 |

| 22 |

| 23 |

| 23 |

| 23 |

| 22 |

| 21 |

| 21 |

| 22 |

| 23 |

| 24 |

| 24 |